# Presa romana de Almonacid de la Cuba
La presa romana de Almonacid de la Cuba es una  presa de gravedad de origen romano del siglo I situada en el municipio español de Almonacid de la Cuba, en la provincia de Zaragoza, Aragón. Situada sobre el río Aguasvivas, con 34 metros de altura es la presa de mayor altura de todas las presas romanas que se conservan en el mundo.

## Historia

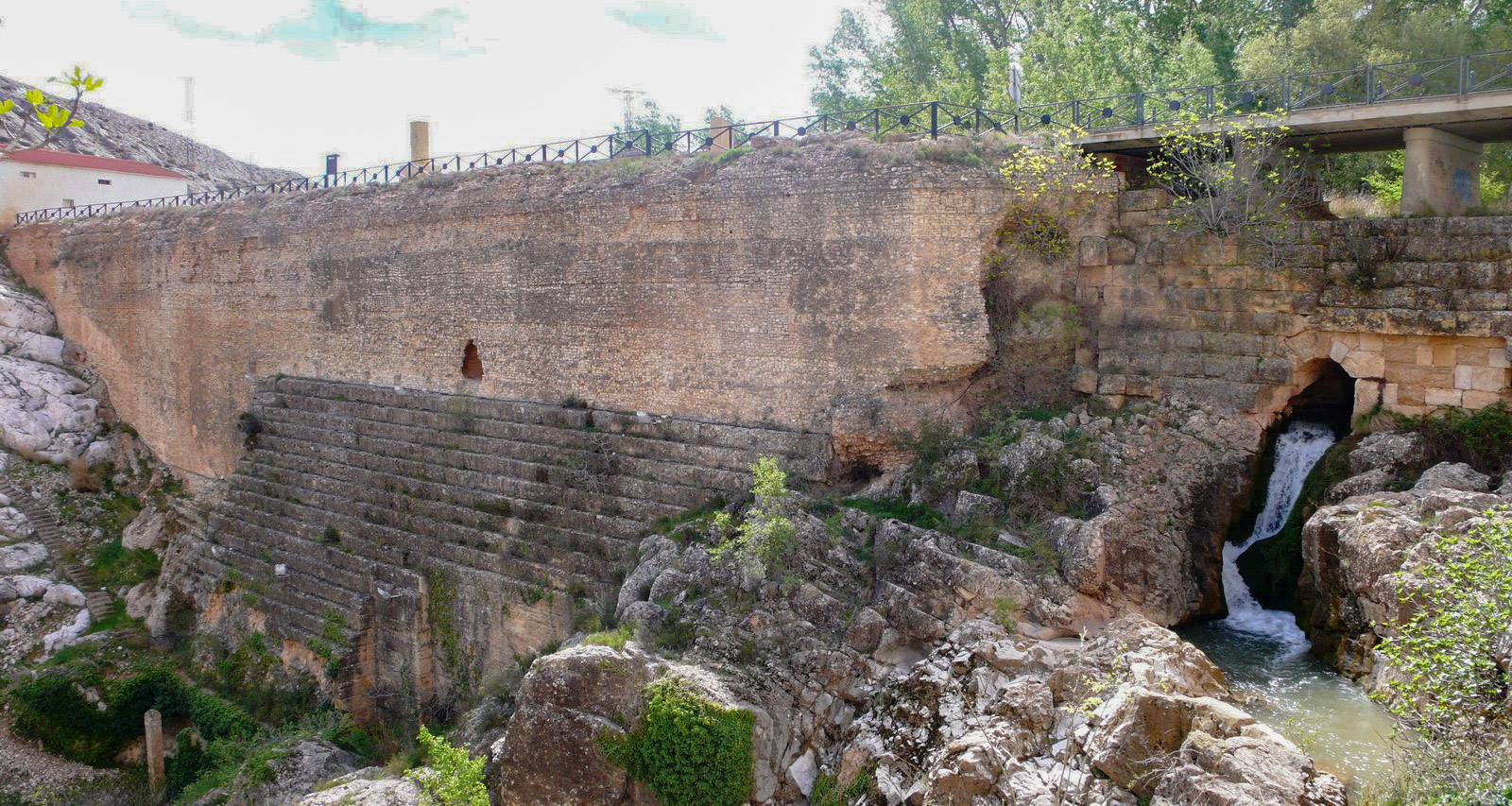
Vista de la presa desde aguas abajo, orilla izquierda

La presa fue construida en la época del emperador Augusto y ha sido reparada en múltiples ocasiones, incluyendo un periodo en el que fue abandonada durante la segunda mitad del siglo I. Su uso es debatido, habiéndose propuesto que formaba parte del abastecimiento del poblado del Pueyo de Belchite.
Debido a problemas de colmatación de su embalse, fue usada finalmente como azud para desviar caudales a los regadíos del entorno de Belchite, a través de un antiguo canal de origen también romano de 8 kilómetros de longitud. En la actualidad continúa desempeñando esta función.